# Typ 88 10-cm-Flugabwehrkanone
Die Typ 88 10-cm-Flugabwehrkanone (japanisch 八八式十糎高角砲 hachihachi shiki ju-senchi Kōshahō) war eine Kanone der Kaiserlich Japanischen Marine für See- und Luftzielbeschuss, die ab dem Jahr 1928 (Jahr 2588 nach dem Kōki-Kalender, daher die Jahreszahl der Benennung) entwickelt wurde. Der Einsatz erfolgte ab 1932 auf U-Booten der Seestreitkräfte.

## Hintergrund
Mit Beginn der Planung der U-Boote der Kaigun Dai(5)-Klasse wurde auch eine entsprechende Hauptbewaffnung vorgesehen. Das Kaliber 7,62 cm der Vickers-L-Klassen erschien dafür aber zu klein. So wurde eine Waffe im Kaliber 10 cm gefordert.

## Entwicklung
Daher wurde ab 1928 eine entsprechende Waffe entwickelt und bis 1932 einsatzbereit gemacht. Dabei wurden aufgrund des vorgesehenen Einsatzzwecks in besonderem Maße seewasserfeste Materialien und druckfeste Konstruktionen verwendet. Problematisch war die nötige, separate Munitionsentwicklung und -versorgung, da es Anfang der 1930er Jahre keine andere Waffe dieses Kalibers gab.

## Technik

### Waffe
Das Geschütz besteht aus drei Teilen:
- Rohr
- Oberlafette mit Rohrrücklauf
- Unterlafette mit Pivot

Das Rohr mit Verschluss hatte eine Länge von 5,3 m, Rohr und Kammer waren 5,0 m lang (L/50). Es besaß einen Querkeilverschluss und war beweglich in einer Rohrmanschette eingebaut. Zunächst wurden Mehrlagenrohre verwendet, später einteilige. Diese hatten 24 Züge mit Rechtsdrall (Dralllänge 1 zu 28) eingefräst. Das Zugkaliber betrug 5,565 mm bei 1,25 mm Tiefe. Das Feldkaliber betrug 4,252 mm.
Die Oberlafette bestand aus einem federhydraulischen Bremsmechanismus und einem Vorholer in je einer Hülse zu beiden Seiten des Rohres oberhalb der Rohrmanschette. Die Höhenrichtung erfolgte über eine gebogene Zahnstange unterhalb der Rohrmanschette. Die Oberlafette war an zwei Drehachsen vertikal beweglich an der Unterlafette befestigt. Die Seitenrichtung erfolgte über einen Zahnkranz am unteren Ende des Pivot auf Decksebene. In der Unterlafette waren auch die mechanischen Richtmechanismen eingebaut, die durch Handräder bedient wurden. So war ein Höhenrichtbereich von −10° bis +90° und ein Seitenrichtbereich von bis zu 360° möglich, wobei letzterer aufgrund der Einbausituation durch den U-Boot-Turm begrenzt war.
Für Seezielbeschuss war eine normale Marine-Artillerieoptik vorhanden. Luftziele mussten über separate Entfernungs- und Richtungsmessgeräte auf dem Turm anvisiert werden. Die Werte wurden dann akustisch an die Richtschützen weitergegeben.

### Munition

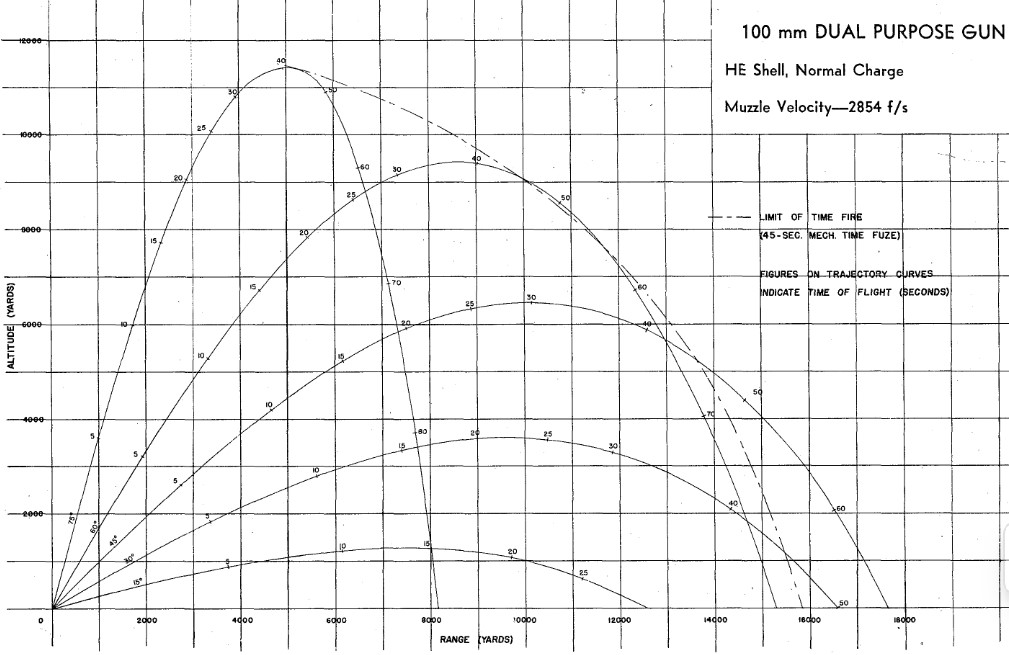
Flugbahnkurven der Typ 88 10-cm-Flugabwehrkanone

Als Geschoss kam nur das 10 cm Normalgeschoss (Sprenggeschoss) zum Einsatz.
Die Treibladung war in einer Hülse aus Messing, später aus Stahl, von knapp 82 cm Länge und etwa 7 kg Gewicht untergebracht. Das Treibladungsgewicht lag bei 4,13 kg. Damit wog eine einzelne Patrone aus Treibladung und Geschoss zusammen gut 24 kg. Die Munition wurde patroniert gelagert und an die Waffe geliefert.
Als Zünder kamen je nach Feuerauftrag der Typ 98 Zeitzünder oder der Typ 88 Aufschlagzünder zum Einsatz.
| Bezeichnung                          | Bild                                  | Gewicht  | Gewicht     | Sprengstoff    | Zünder                                                                  |
| Bezeichnung                          | Bild                                  | Geschoss | Sprengstoff | Sprengstoff    | Zünder                                                                  |
| ------------------------------------ | ------------------------------------- | -------- | ----------- | -------------- | ----------------------------------------------------------------------- |
| 10 cm Normalgeschoss(Sprenggeschoss) | 8 cm Normalgeschoss Nummer 3 Modell 1 | 13,1 kg  | 1000 g      | Trinitrotoluol | Typ 98 Zeitzünder (Maximallaufzeit 43 Sekunden), Typ 88 Aufschlagzünder |

Mit der Munition war eine Maximalschussweite von 16.000 m möglich. In der Flugabwehr lag die maximale Schusshöhe bei 10.400 m.

## Produktion und Einsatz

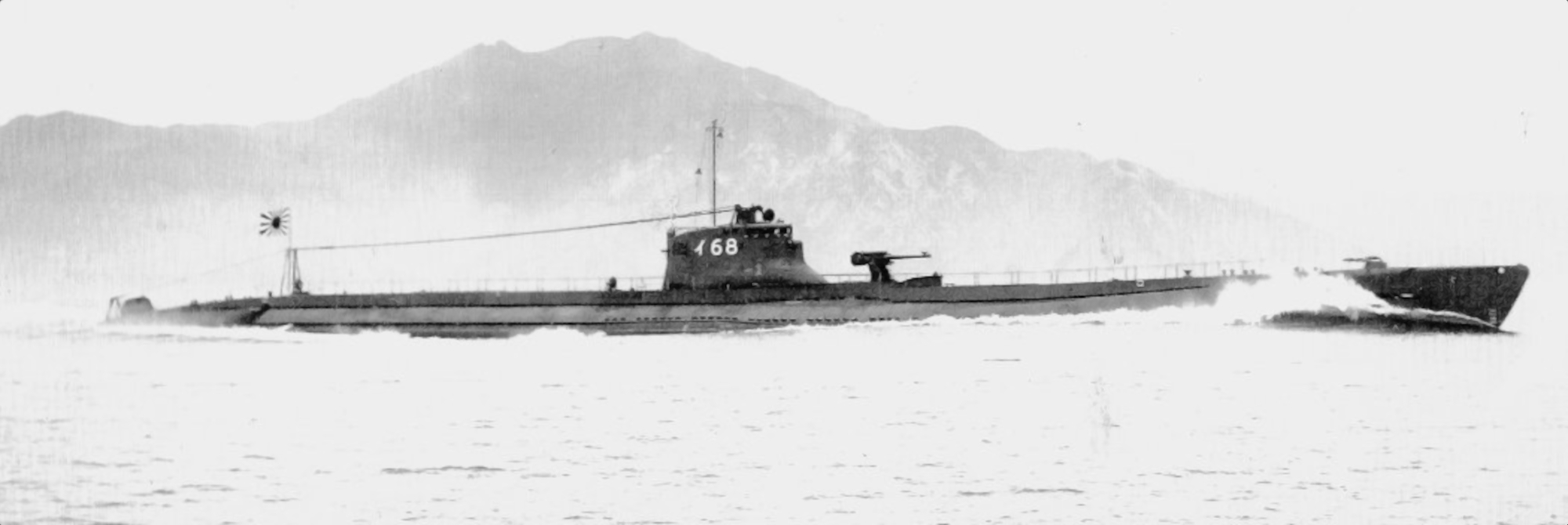
Typ 88 10-cm-Flugabwehrkanone auf dem Kaigun Dai(6A)-Boot I-68, später umbenannt in I-168

Aufgrund des zunächst geringen Bedarfs (2 U-Boote der Klasse Kaigun Dai(5) mit je einem Geschütz) erfolgte die Fertigung zu Beginn in kleinen Stückzahlen. Später wurde diese aufgrund des größeren Bauauftrags für die U-Boote der Klasse Kaigun Dai(6A) (insgesamt 80 Boote geplant) ausgedehnt.
Der Einsatz erfolgte zumeist in der Seezielbekämpfung, da eine Luftzielbekämpfung aufgrund der nötigen Vorbereitungen und dem schwankenden Rumpf problematisch war
Eingebaut wurde die Waffe ausschließlich bei den gebauten Booten der genannten U-Boot-Klassen.

## Nachfolger
1942 erhielten einige Boote der Kaigun Dai(6A)-klasse an Stelle der Typ 88 10-cm-Flugabwehrkanone eine Typ 88 12-cm-Flugabwehrkanone zur Steigerung der Waffenwirkung.
Ab 1937 wurde zudem auf Basis der Typ 88 eine längere Version in Zwillingsausführung entwickelt, die als Typ 98 10-cm-Flugabwehrkanone eingeführt wurde.

## Hinweis
Die Waffe ist nicht identisch mit der Typ 88 8-cm-Flugabwehrkanone oder der Typ 88 12-cm-Flugabwehrkanone. Es handelt jeweils sich um separate Konstruktionen für einen ähnlichen Einsatzzweck.
Auch die Typ 98 10-cm-Flugabwehrkanone ist nicht identisch mit dieser Waffe. Diese hatte ein anderes Einsatzspektrum.